# Bäckblommossa
Bäckblommossa (Schistidium rivulare) är en bladmossart som beskrevs av Accepted name, Beih. Bot. Centralbl.. Bäckblommossa ingår i släktet blommossor, och familjen Grimmiaceae. Arten är reproducerande i Sverige. Inga underarter finns listade i Catalogue of Life.